# Vaynor
Vaynor är en community i Storbritannien.   Den ligger i kommunen Merthyr Tydfil och riksdelen Wales, i den södra delen av landet, 230 km väster om huvudstaden London.
De tre största byarna är Cefn-coed-y-cymmer (del av tätorten Merthyr Tydfil), Trefechan och Pontsticill. Pontsarn och Vaynor är två mindre byar i communityn.